# Bohadschia steinitzi
Bohadschia steinitzi is een zeekomkommer uit de familie Holothuriidae.
De wetenschappelijke naam van de soort werd in 1963 gepubliceerd door Gustave Cherbonnier.